# Duško Marković
Duško Marković (in cirillico: Душко Марковић?; Mojkovac, 6 luglio 1958) è un politico montenegrino, primo ministro del Montenegro dal 28 novembre 2016 al 4 dicembre 2020.

## Biografia
Duško Marković è nato a Mojkovac il 6 luglio 1958, nel Montenegro allora facente parte della Jugoslavia socialista. Ha conseguito la laurea presso la facoltà di giurisprudenza dell'università di Kragujevac, in Serbia (Jugoslavia). È sposato e ha tre figli.
Marković inizia a lavorare nel 1983 come legale per la miniera di Brskovo presso Mojkovac. Nel 1986 è nominato segretario dell'assemblea municipale, e tre anni dopo presidente. Nel 1991 è nominato segretario generale del governo del Montenegro guidato da Milo Đukanović. Nel 1997 è eletto deputato al parlamento montenegrino, e l'anno successivo è nominato Viceministro agli Interni con delega alla sicurezza nazionale.
Nel 2005, a seguito dell'istituzione dei servizi segreti montenegrini, l'Agenzia di Sicurezza Nazionale (ANB), Marković ne è nominato direttore da parte del Parlamento. Nel 2010 torna al governo con Igor Lukšić, prima come ministro senza portafoglio e quindi come Ministro della Giustizia e vicepremier. Nel 2015 lascia il governo, e viene eletto dall'assemblea del Partito Democratico dei Socialisti del Montenegro (DPS) al potere come vicepresidente. Nel 2016 è di nuovo Ministro degli Interni.
Il 25 ottobre 2016, a dieci giorni dalle elezioni parlamentari, viene scelto dal partito per succedere a Milo Đukanović come primo ministro, a seguito dell'annunciato ritiro dalla politica di quest'ultimo. La nomina è contestata dall'opposizione, che lo accusa di coinvolgimento negli scandali di corruzione, e di aver insabbiato l'indagine sull'omicidio di un giornalista critico nel 2014.
Marković è nominato primo ministro dal presidente della repubblica Filip Vujanović il 9 novembre,  e confermato dall'Assemblea del Montenegro il 28 novembre con una stretta maggioranza di 41 voti su 81, con il sostegno del DPS e dei partiti delle minoranze croata e bosgnacca. L'opposizione ha boicottato la seduta parlamentare.
.